# Arthur Malet
Vivian Arthur Rivers Malet (24 de setembro de 1927 – 18 de maio de 2013) foi um ator inglês de teatro, cinema e televisão radicado nos Estados Unidos.
Ele era conhecido por seus filmes Mary Poppins, Halloween, The Secret of NIMH e Hook. Seu último filme foi The Secret of NIMH 2: Timmy to the Rescue, no qual fez a voz de Sr. Ages.

## Vida e carreira
Arthur Malet nasceu em 24 de setembro de 1927 em Lee-on-the-Solent, Hampshire, Inglaterra, filho de Henry Guy Rivers Malet e Olga Muriel Balfour; um descendente dos baronetes Malet. Ele emigrou para os Estados Unidos na década de 1950, mudou seu nome próprio para Arthur, começou a atuar no palco e ganhou dois Drama Desk Awards em 1957. Ele ganhou algum destaque nos filmes da década de 1960, muitas vezes interpretando personagens muito mais velhos do que sua idade real, como o Sr. Dawes Jr., em Mary Poppins da Disney (1964), e Rei Eidilleg no filme de animação da Disney de 1985, The Black Cauldron.
Ele interpretou o agente funerário Ted Ulam no filme de 1967 de Norman Jewison, No Calor da Noite, e Joe Fenwick em um episódio de Columbo de 1972, "Dagger of the Mind". Ele passou a interpretar um ancião de uma aldeia em Young Frankenstein, de Mel Brooks, em 1974, o guardião do cemitério em Halloween, de John Carpenter, em 1978, um caseiro no filme de 1984, Oh, God! You Devil, Tootles em Hook, de 1991, e Owen Owens no filme Toys de 1992.
Suas aparições na televisão incluíram episódios de The Donna Reed Show, The Rifleman, Adventures in Paradise, The Alfred Hitchcock Hour ("The McGregor Affair"; originalmente exibido em 23 de novembro de 1964), Gunsmoke (S10E16's “Run Sheep, Run” em 1964) e Bewitched ("The Trial and Error of Tia Clara"; originalmente exibido em 2 de fevereiro de 1967), Wonder Woman e Dallas. Em 1965, ele apareceu como a vítima de assassinato Ralph Day no episódio de Perry Mason, "The Case of the Golden Venom". Ele interpretou um vagabundo que alegou ter roubado o broche da tia Bea no The Andy Griffith Show em 1966. Em 1969, Malet apareceu como Night Clerk na série de TV The Virginian no episódio intitulado "Journey to Scathelock". Em 1995, ele interpretou Charles Randolph em A Princesinha. Em 1997, fez trabalho de voz em Anastasia. Ele dublou o personagem "Sr. Ages" em The Secret of NIMH em 1982 e reprisou o papel em The Secret of NIMH 2: Timmy to the Rescue em 1998. Malet teve um papel regular na curta adaptação da série de TV de 1983 do filme Casablanca.

## Morte
Malet morreu em 18 de maio de 2013, aos 85 anos, em Santa Monica, Califórnia.

## Filmografia
- Convicts 4 (1962) como Lojista
- The Man from Galveston (1963) como Barney
- Mary Poppins (1964) como Sr. Dawes, Jr.
- Rei de um Inferno (1965) como Blakeley
- Munster, Go Home! (1966) como Alfie
- Lt. Robin Crusoe, U.S.N. (1966) como Homem Guarda-chuva
- Penelope (1966) como Major Higgins
- The Scorpio Letters (1967) como Hinton
- The Adventures of Bullwhip Griffin (1967) como comedor de comida chinesa (sem créditos)
- No Calor da Noite (1967) como Ulam
- The Helicopter Spies (1968) como caçador branco
- The Great White Hope (1970) como advogado (sem créditos)
- Corrida contra o Destino (1971) como o segundo caroneiro masculino
- Bedknobs and Broomsticks (1971) como Sr. Widdenfield - Guarda do Museu (versão restaurada) (sem créditos)
- The Culpepper Cattle Co. (1972) como Médico
- Ace Eli and Rodger of the Skies (1973) como irmão Watson
- Young Frankenstein (1974) como Ancião da Aldeia
- The Enforcer (1976) como espectador inocente na sequência de ação de abertura (sem créditos)
- Monster Squad (1976) como O Mago
- O Céu Pode Esperar (1978) como Everett
- Halloween (1978) como guardião do cemitério
- Disaster on the Coastliner (1979) como Maestro do Southbound 3
- Savage Harvest (1981) como MacGruder
- The Secret of NIMH (1982) como Sr. Ages (voz)
- Oh, God! You Devil (1984) como Houseman
- Cidade Ardente (1984) como Doc Loomis
- The Black Cauldron (1985) como Rei Eidilleg (voz)
- Worth Winning (1989) como comprador de ingressos
- Dick Tracy (1990) como cliente do restaurante
- Beastmaster 2: Through the Portal of Time (1991) como Wendel
- The Runestone (1991) como Stoddard
- Hook (1991) como Tootles
- Toys (1992) como Owen Owens
- Felidae (1994) como Jesaja (voz) (sem créditos)
- A Princesinha (1995) como Charles Randolph
- Anastasia (1997) como Viajante / Major Domo (voz)
- The Secret of NIMH 2: Timmy to the Rescue (1998) como Sr. Ages (voz) (papel final no filme)

## Televisão
| Ano  | Título      | Personagem | Notas                           |
| ---- | ----------- | ---------- | ------------------------------- |
| 1967 | The Monkees | Curador    | S2:E5, "Art, for Monkees' Sake" |